# 小田急4000型電力動車組 (2代)
小田急4000型电力动车组（日语：／ Odakyū 4000-gata densha */?）是一款属于小田急电铁的直流通勤型電力動車組系列，於2007年开始投入运营。
该型列车为能够与东京地下铁千代田线直通而制造，以东日本旅客铁道（JR东日本）E233系2000番台列车为基础，尽可能保留了原型车特征，但按照迄今为止小田急对通勤车辆的看法改变了一些细节。
小田急在编组标记时以「新宿寄り先頭車両の車両番号（新宿側の先頭車車号）×両数」（“新宿方向的车头端的车辆编号X辆数”）为标记，本型列车也遵循此例，在标注特定编组时以“4056×10”标明。此外，在标注特定车辆时依车辆编号“デハ4200番台”等形式记载。

## 登场前经历
小田急电铁是从2001年到2006年间制造和增造标准型通勤车辆3000型，用来汰换线上的2600型（NHE车）、初代4000型、9000型。本型号在登场前的目标是在2006年开始汰换使用多年的5000型，以3000型的标准设计进一步优化的同时，降低运行故障率为目标将主要设备和电路双重化，同时推进无障碍化列车目标。
就这样，以JR东日本的新型通勤列车E233系为主，以“低故障车辆”和“人与环境友好型车辆”为目标衍生了新型车辆：4000型。

## 车辆概述
本节概述的内容以登场当时的规格为主，包括个别增造车的重点。更新以及变更在沿革上后述。
4000型以10辆固定编组制造，头车控制车的形式是デハ4050形，中间车动车的形式是デハ4000形与拖车的形式是デハ4500形。关于车辆号码，请参照卷末的编排表。
在那之前小田急存在的10辆固定编组的通勤列车。4辆附属编组和6辆固定编组连接成10辆编组一样，在检查时基本方法的是分割新宿方面4辆和小田原方6辆。但是，4000型在改正、检查时基本以4号车厢和5号车厢之间分割新宿方面6辆和小田原方面4辆的“反分割”10辆编组。

### 车体
车头长19,700mm・全長20,150mm，中间车19,500mm・全長20,000mm，车身宽度為了能駛進隧道斷面較小的千代田線，選用2,770mm寬的窄身車體。车身基础与E233系一样，车桥·结构采用不锈钢的车体制造，提高车身强度以及侧面和车顶材料相应加厚。
车头前面是由设计过50000型VSE车的岡部憲明設計，為了在緊急情況下能在隧道內疏散乘客，列車在車頭設有緊急逃生門。前照灯是小田急的通勤列车是第一次采用的HID灯。车头玻璃采用12.3毫米厚度的夾層防碎强化玻璃，玻璃贴了3张膜。防止飞散的硬物砸碎玻璃保护了跟车乘务员及车长。
每节车厢侧面各有有4处车门，车门尺寸为1,850mm，门宽为1,300mm。门中心间隔依据“通勤、近郊型電聯車的標準規格指引”采用4,820mm的尺寸，头车乘务员室一侧的1处尺寸为4,780mm。侧面窗户的配置，门之间的窗采用1,890mm的小的一塊是固定車窗，而大的一塊則容許乘客自行開合的車窗，车端部的窗户幅度700mm的一段窗户可以升降。全部的侧面玻璃采用了可阻隔紫外線玻璃，通過減少紅外線透入車廂內，令日間的車廂溫度不會大幅度上升，也就減少對電力的需求。而減少紫外線透入車廂內則能省略窗簾結構，降低製造成本。

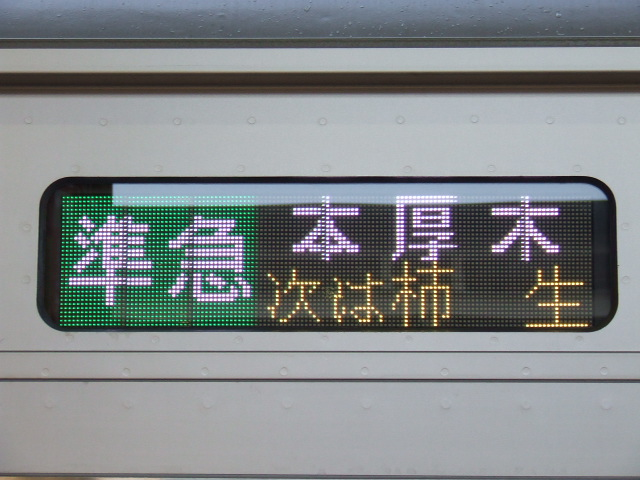
側面全彩LED型路线牌

前面及侧面的路线牌（日文汉字中称为方向幕）采用全彩LED型，规格与E233系同一尺寸。除日语和英语可以交替表示之外，在小田急通勤列车首次同时显示停靠站点。
车体色带颜色采用小田急的通勤列车一样的青色，而不是前期列车3000型采用的皇室蓝色带。

### 内装
考虑到与地下部分千代田线的直通，车内的配色不会感到车内阴暗的感觉。另外为了方便座位易识别出来，优先座位周围和一般座位部分的颜色有所区别。
座位方面则分为门与门间的7人座位和门与联结位之间的3人优先座位（类似中国大陆的老弱病残座位），人均座位幅度为460mm，优先座位周围的颜色为浓淡的青色，一般座位颜色为浓淡的红色。座位形状和握杆的配置与E233系相同，门隔开旁边的握杆的形状与E233系不同。前面座位的车中，乘务员驾驶台方面之前的地方是轮椅位，不利用轮椅时可使用3张可收纳式座位，在2009年增备车里取消了收纳式座位。
车内顶部装饰为白色基调，地板优先座位周围为青色，非优先座位以外的地板周围为红色。另外，门附近的防滑警戒地板颜色为黄色。
吊环在优先座位附近为黄色，非优先座位的地方为白色。
车内向导显示装置位于各门的上面，采用15英寸的液晶显示器，“TVOS”(" Train Vision Odakyu System ")可根据列车类别·目的地、车站、站内图和运输情况資訊进行的显示及控制。另外在2012年度以后的增备车（4065×10编组），配备2组17英寸的16：9液晶显示器，右边显示的是“TVOS”，左边显示的是小田急首次采用的列车展望。

### 主要机器

#### 乘务员室

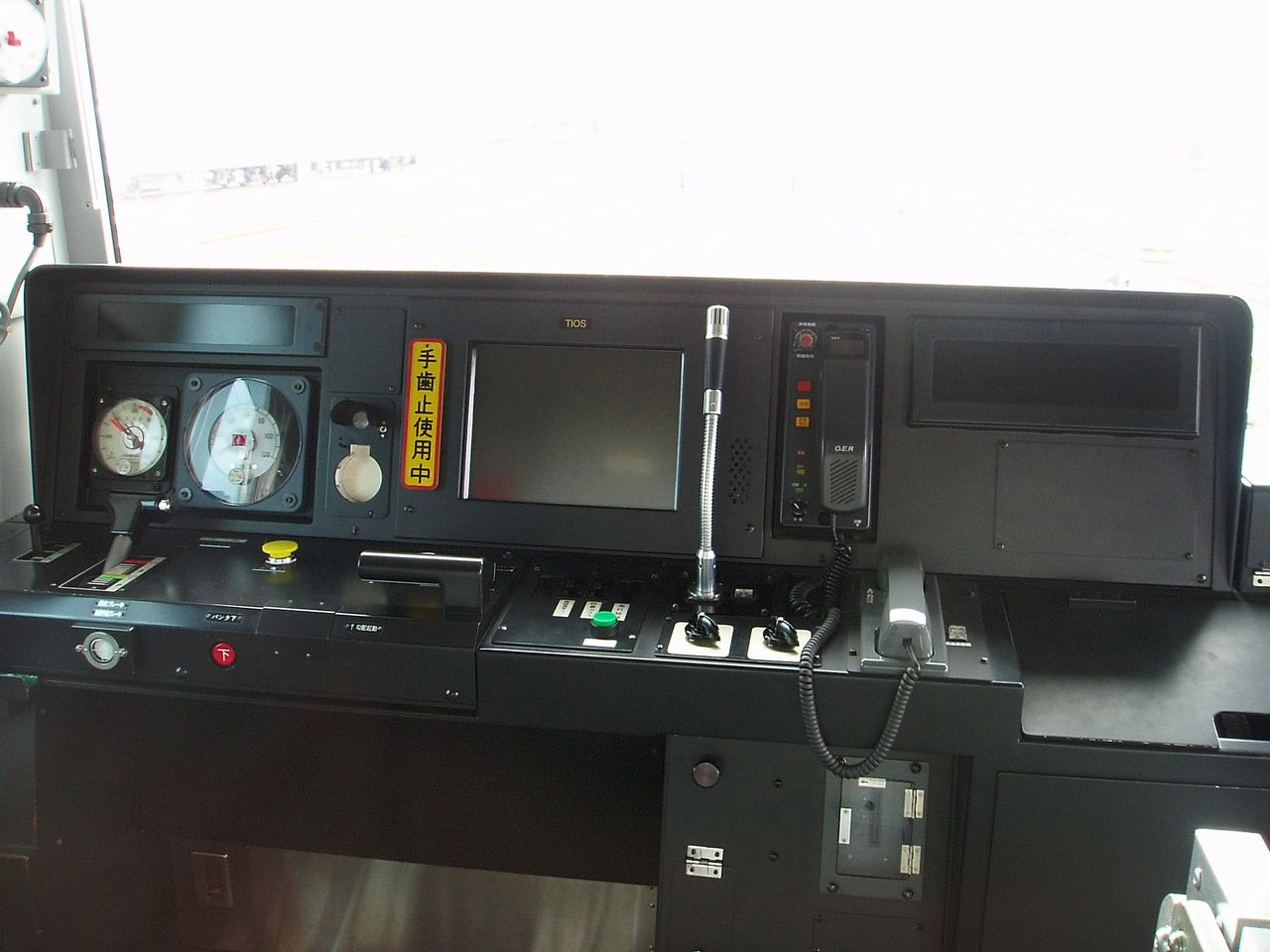
驾驶台

驾驶台保持3000型列车的模样，采用了左手可控制刹车及列车加速的一体化手柄，操作部和控制部独立出来的“旋转编码器方式”。驾驶员的异常时对应机器，导入EB装置之后采用自动返回功能，以返回的制动位置或“OFF”位置，当松开左手就会启动。此外，已成为一种规范，它可以以恒定的速度控制。另外，通过操纵手柄中的两个凹槽从4槽口电源运行在指定的速度范围的动力运行。
为了提高在驾驶席驾驶时拥有更大的展望空间，驾驶席的脚下位置较3000型列车比标准的80mm高335mm，在驾驶席的前景改善的的同时，驾驶室后方也安装了逃生门，在发生道口事故等驾驶室两侧车门不能开启的情况下，驾驶员也能经逃生门离开驾驶室。各种开关方面，驾驶员频繁操作的按钮设置于司机在驾驶席上坐着的状态下右手到达的范围，收起交换器非正常逆转操作，能够有效防止司机频繁操作时误操作现象。
延续3000型列车的车辆的信息管理系统和TIOS（列车小田急型信息管理装置）被导入，削减了车身的布线。与E233系一样的重要机器均安装两套或以上来减低故障率，车辆之间的传输速度为10Mbps，车辆管理的数据可以更快速收发。另外，4000型的TIOS在入库时的作业的静止形逆变器（SIV）停止、电动空气压缩机（CP）停止、集电装置下降蓄电池切断操作开关一个进行的事可能的“自动切断开关”，用门开方向盘的时候主要刹车位置以外的位置和变成了的时候发出警告音声“车辆转动防止支援装置”的下一站，预告的同编组两个数也表示的事停止位置误导务求防止“停车预告”这样的功能。
警笛方面，空气笛采用AW-5C型，电子笛搭载了八幡电器产业制造的YA-92119形。保安装置是在小田急线内使用OM-ATS装置，东京地下铁千代田线使用的车内信号式自动列车制御装置（CS-ATC）外，也装载了小田急线内新采用的D-ATS-P。

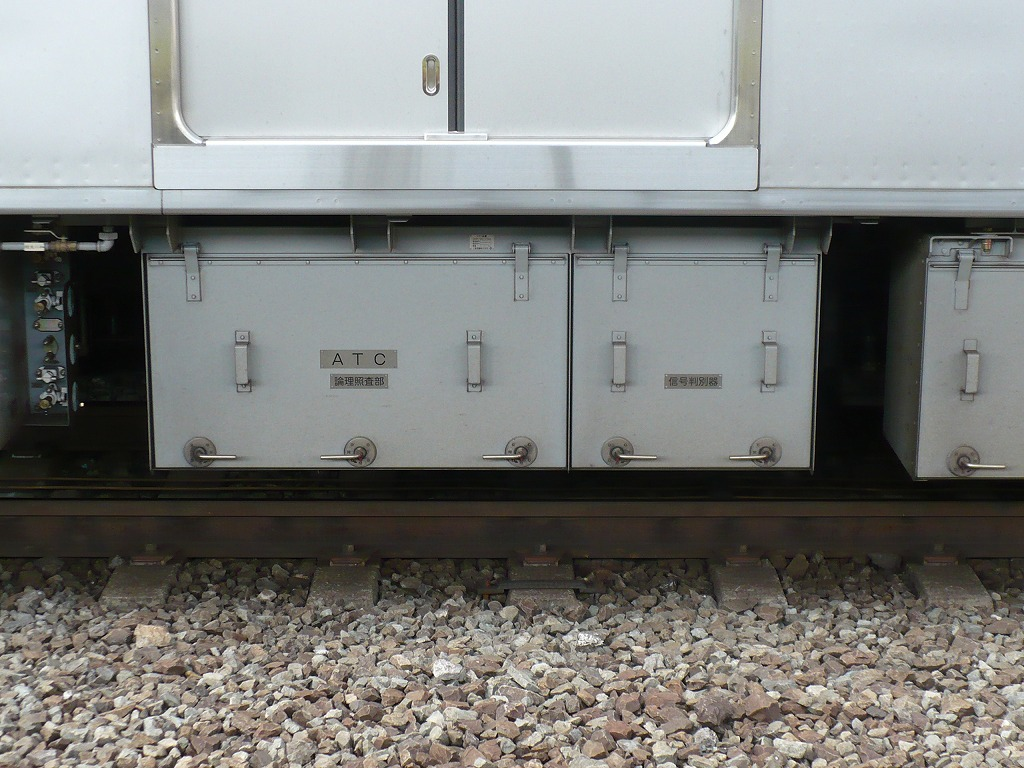
千代田線采用的ATC装置 左边是逻辑检验部，右边是信号判别器
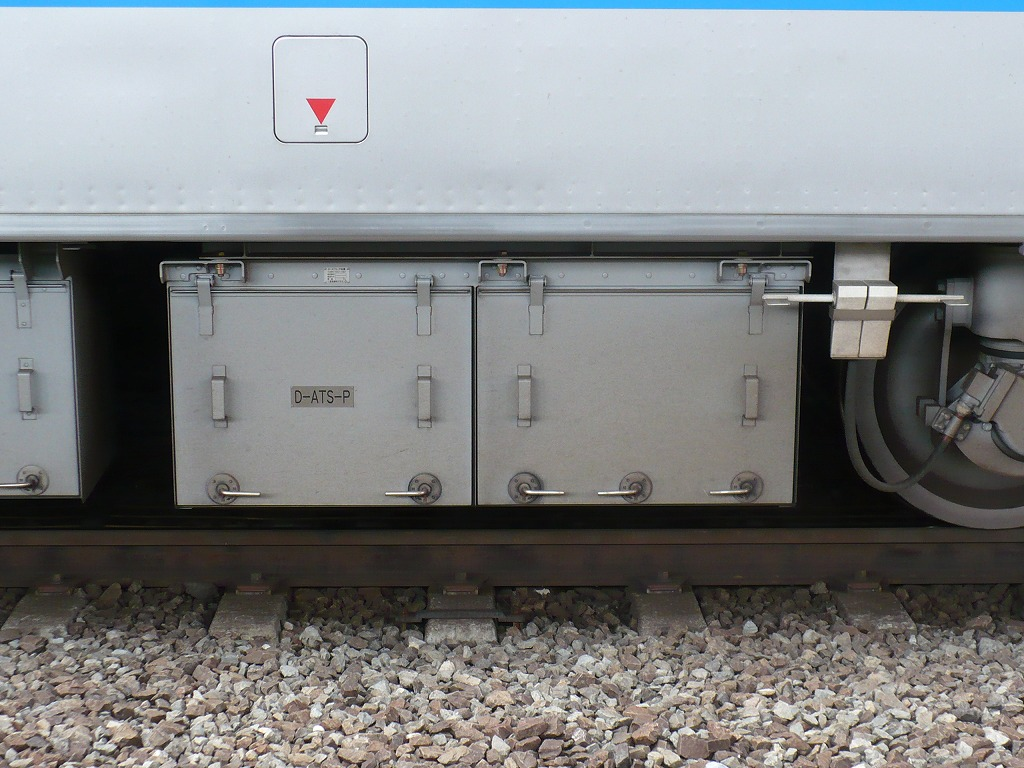
小田急線采用的D-ATS-P

#### 走行関連機器

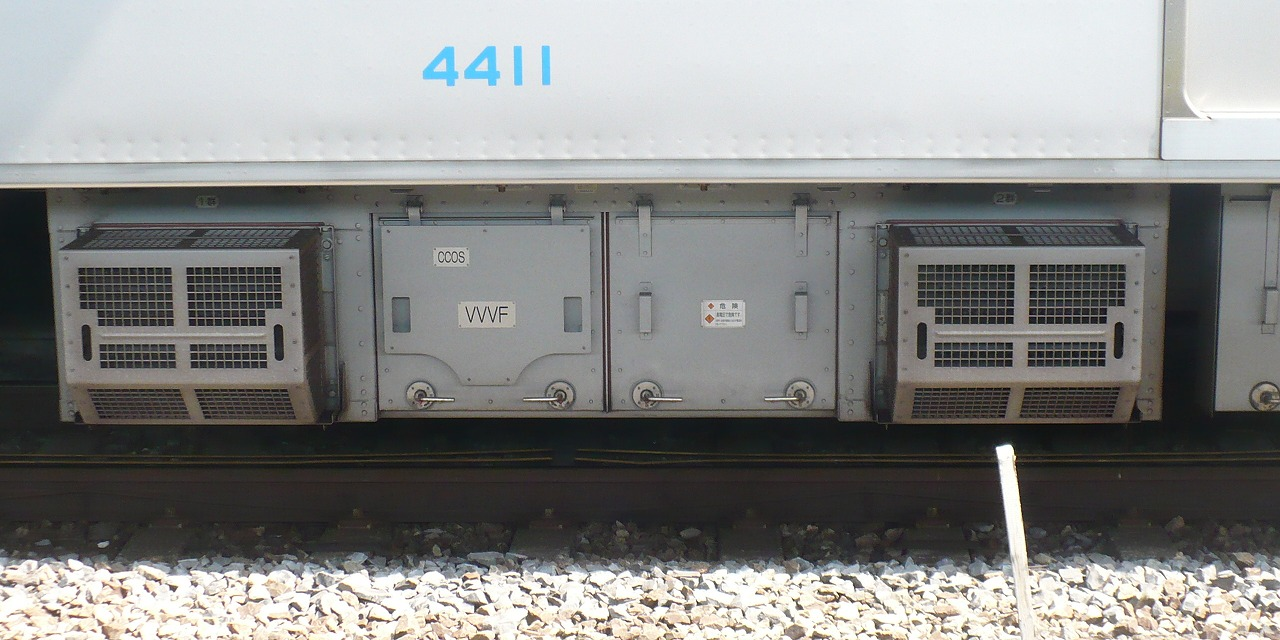
三菱電機製的VVVF逆变器装置

控制装置采用是三菱电机制造的IPM-IGBT元件2级方式的VVVF逆变器控制装置的MAP-198-15V172型。逆变器一座主电动机4台控制 (1C4M) 单元1，一台设备中拥有2组机器装载到デハ4000号、デハ4200号台、デハ4400番台车辆。采用PG传感器矢量控制系统具有纯电动制动控制作用不久停止，动力再生制动。元件的冷却方式为走行风冷，使用水作为制冷剂。
主电动机采用三菱电机制造的外扇式全封闭鼠笼式三相异步电动机，采用输出的190kw的MB-5123-A型，齿数比较3000型低96:17 (5.65)。主电动机单体的噪声试验较以往的开关式感应电动机相比噪音降低约9分贝。驱动方式采用目前为止在通勤列车一样的WN駆动方式。
制动装置（刹车）采用再生制动两用全电气指令式电磁直通制动。根据TIOS编成全体制动力的进行管理的方式，导入小田急、铁道综合技术研究所、三菱电机、筑波大学共同开发的“编成滑行控制”系统。动车制动装置是单曲式（片推动式）的单元刹车，控制车拖车采用通勤列车初代4000型以来的双硬盘式刹车盘，单元刹车和相结合的。控制车中台车单位制动器控制装置和供给溜眼睛搭载道口事故等领先台车的机器破损时，车头台车的刹车只开放编组全体的制动力下安排降减到最小限度。
转向架（台车）采用的是东急车辆制造制的轴梁式軸箱支持方式垫板回帖转向架。动车采用TS-1033型和TS-1033A型，拖车采用TS-1034型和TS-1034A型。动车中デハ4300番台上的转向架车轴弹簧不同，故为TS-1033A型。头车的前位方面关于转向架停车制动，故为TS-1034A型，来区别不同的转向架。

#### 其它機器
车体下面机器配置，到那个为止的小田急的车辆是控制装置、空气制动机器配置进行方向左右相反作为标准配置，电路回路线码与E233系同样。车门开闭装置采用电动螺旋轴式，这是小田急第一次采用。
集电装置（受电弓）采用单曲臂式的PT7113-B型，设置在编组中的デハ4000番台・デハ4200番台・デハ4400番台。车顶，为了使下雪时的积雪量减少为目的，一边提高强度框架薄的铝制造，避雷器集电装置车桥直接安装的。
空调装置方面，采用了制冷能力为50,000kcal/h的三菱电机MCU-720型集中式空调装置。空调装置等服务设备使用辅助电源装置供应电力，输出260kVA的IGBT元件式静止形逆变器（SIV）装载到デハ4100番台・デハ4500番台车辆。
电动空气压缩机（CP）关于小容量涡旋压缩机3台1单元构成的“多压缩机系统”，采用三相交流440V驱动的低噪音滚动式MBU1600Y-2型采用了。在2007年被导入时装载到クハ4050番台・サハ4350番台・クハ4550番台车辆，2009年以后的增备车辆变更到デハ4100番台・サハ4350番台・デハ4500番台车辆配备。
连结器，头车前部密着车钩，除此以外基本上半永久车钩。但是，单元1与单元2之间设备上的关系检查需要6辆4辆分割时，设置可搬型的驾驶位机体。
车门底部均装设折梯，在デハ4300番台・サハ4350番台・サハ4450番台的车体下面亦均设置折梯。

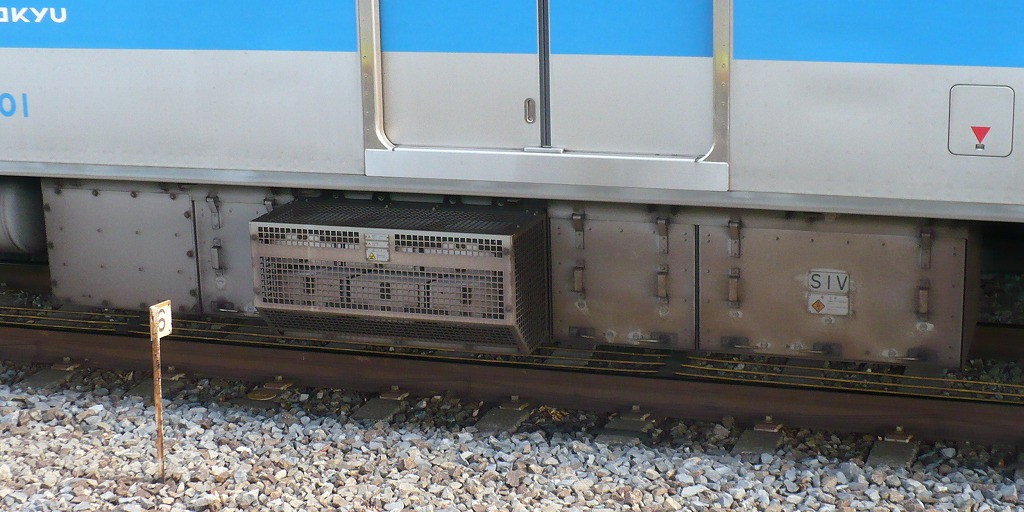
SIV補助電源装置
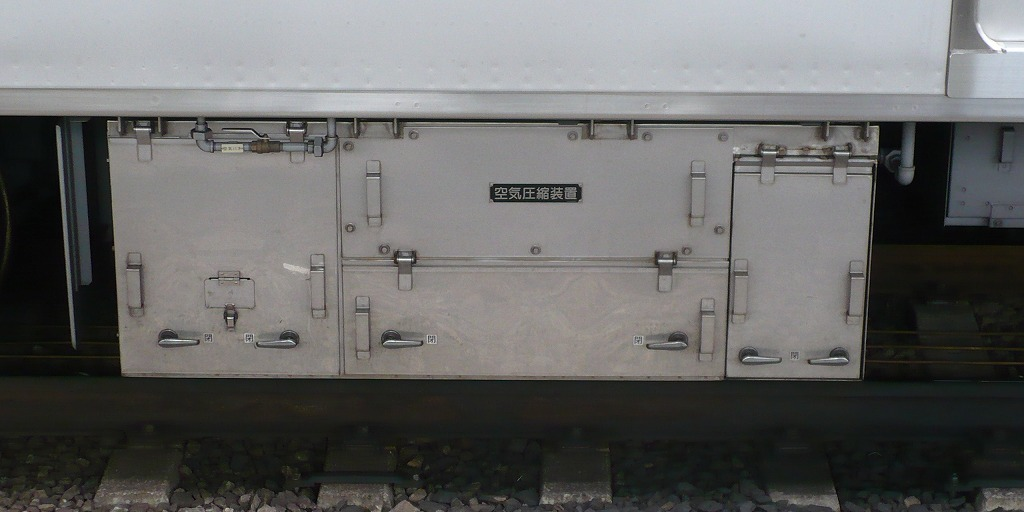
三菱電機製的空气圧縮機
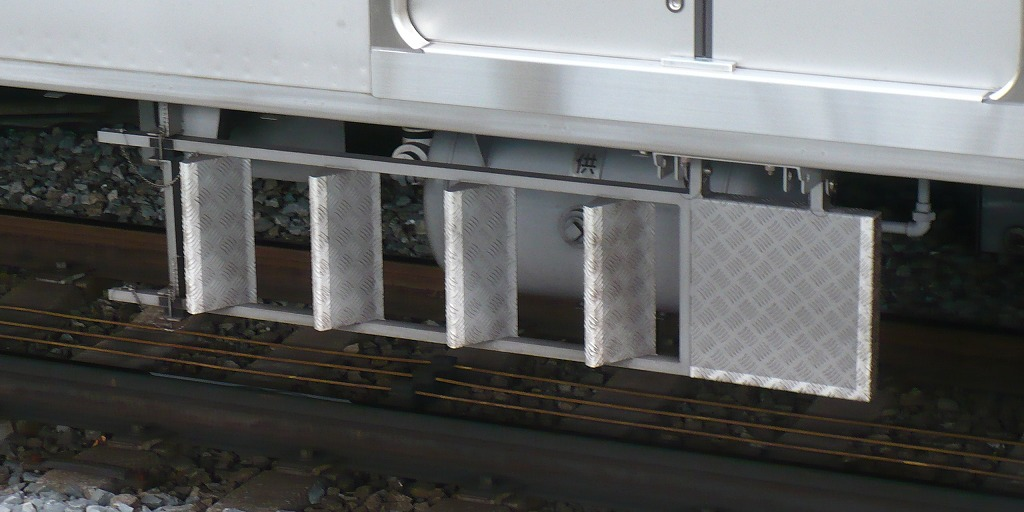
中間車3辆的车体下面均设置折梯

## 沿革

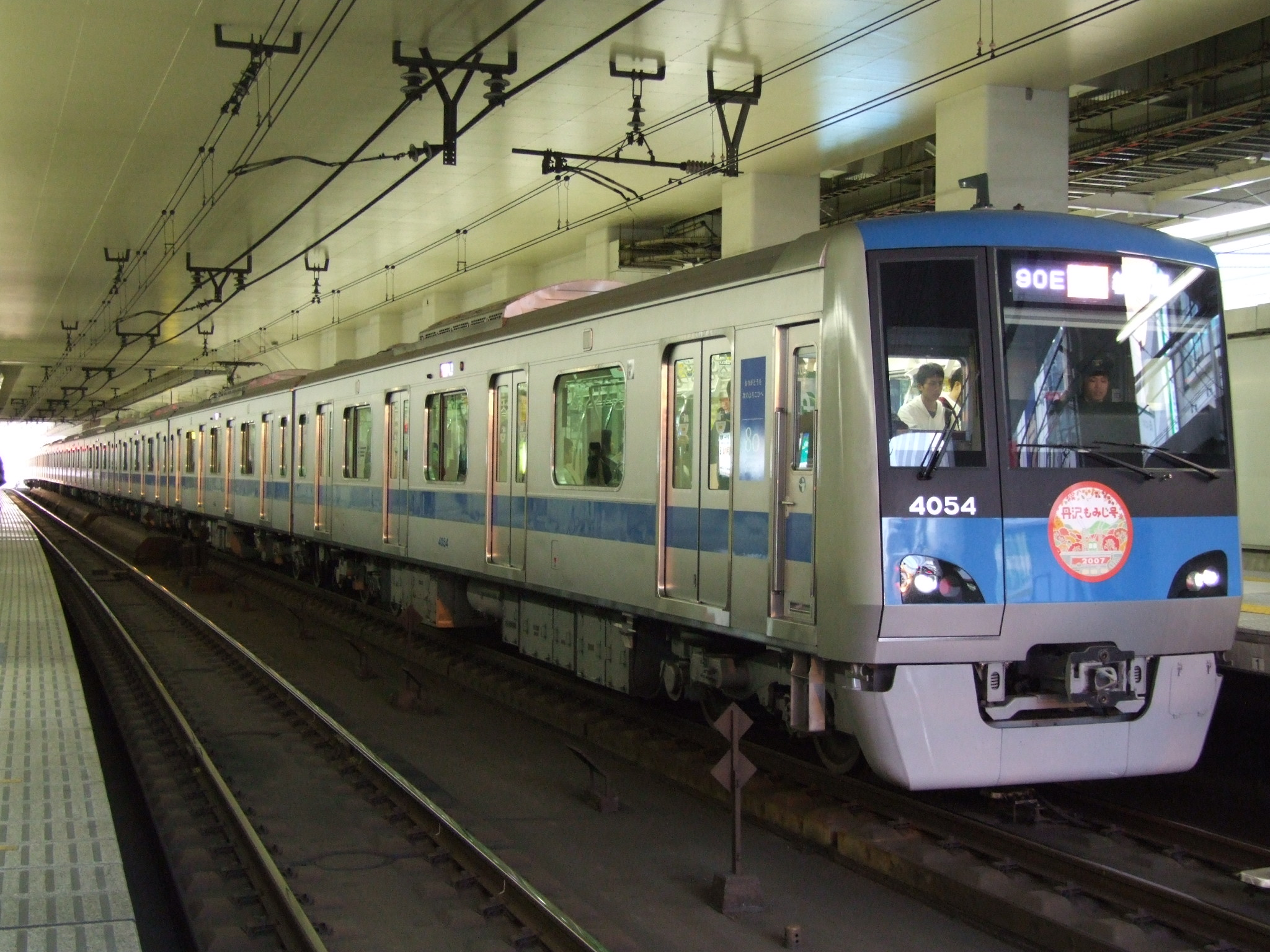
千代田線直通臨時列車「丹沢もみじ号」营业运营就绪（4054×10编组，2007年11月25日）

2007年9月22日开始在小田急线内运行，同年9月29日开始与千代田线直通列车的运用。2007年12月10日4056×10编组落成，此车是小田急车辆是首次在JR东日本新津车辆制造所制造。
随着4000形投入的推进，千代田线直通列车均固定为10辆编组，此前与千代田线直通列车的运用的1000形中，4辆附属编组和6辆固定编组连接成10节车厢组成了的车辆的ATC装置撤去，转移到地面上线继续运用。同时陆续汰换了5000形和5200形。此后大量的4000形的投入，到2010年替代了1000形的10辆编组之后，至此直通千代田线的列车全部为本系列车型。
除担当千代田線直通列車以外，本列车也广泛运用于小田原线·江之岛线快车和快速急行等。
2007年时，小田急电铁的优先座（老弱病残座位）设置位置在每节车厢新宿站端部，车辆概论的节叙述了的优先座位附近的颜色也是那样。但是，2009年3月小田急电铁将优先座的位置改在各车厢小田原线小田原站端，小田原站端因原封不动的保留，所以没有优先座位标识。
2009年制造了4编组（4058×10 - 4061×10）。在2009年之后的增备车，因每节车厢的优先座设在小田原线小田原站端，故小田原线小田原站端有优先座位标识。
2010年制造了2编组（4062×10·4063×10）。
2011年制造了1编组（4064×10）。

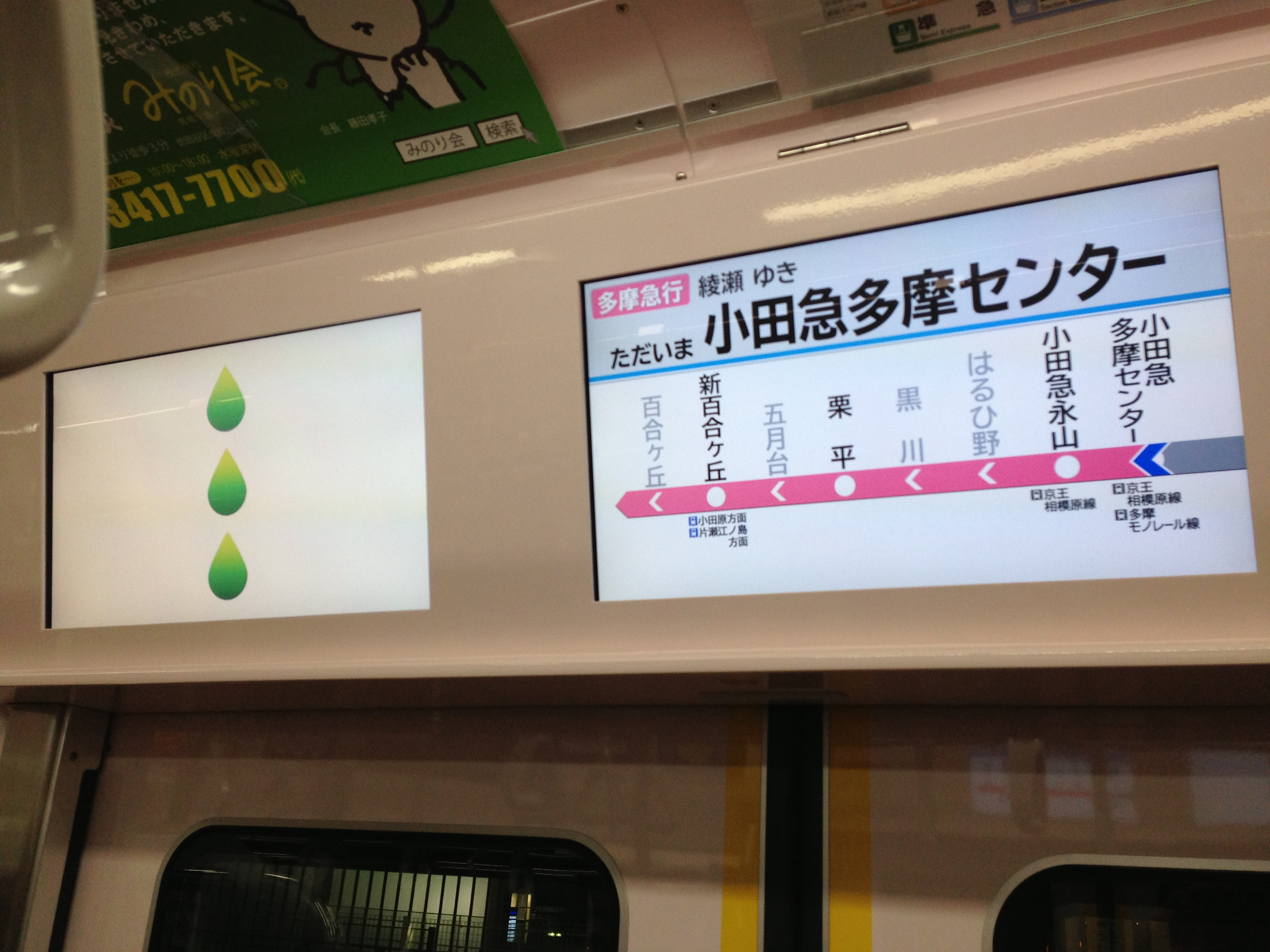
4065×102编组的2个16：9的液晶顯示器

2012年制造了1编组（4065×10）。本年度的车辆，装载了铁路车辆首次使用的可调光功能的LED照明，车内装载2个16：9的液晶顯示器（一部显示列车运行资讯（TVOS，小田急情報提供裝置），一部播放列车展望。
2013年4月开始为将来进入JR常磐緩行線区间做准备，开始实施改造本系列信号系统。

## 編组表
备注Tc …控制車、M …動車、T…拖車、VVVF…控制裝置、SIV…靜止式變流器、CP…空氣壓縮機、PT…集電装置

### 第一批
|          | ←小田原方向新宿・綾瀬方向→ |             |             |             |             |             |             |             |             |             |
| 号車     | 1                          | 2           | 3           | 4           | 5           | 6           | 7           | 8           | 9           | 10          |
| 形式     | クハ4050                   | デハ4000    | デハ4000    | サハ4050    | サハ4050    | デハ4000    | デハ4000    | デハ4000    | デハ4000    | クハ4050    |
| 区分     | Tc2                        | M6          | M5          | T2          | T1          | M4          | M3          | M2          | M1          | Tc1         |
| 車辆番号 | 4551 ∥ 4557                | 4501 ∥ 4507 | 4401 ∥ 4407 | 4451 ∥ 4457 | 4351 ∥ 4357 | 4301 ∥ 4307 | 4201 ∥ 4207 | 4101 ∥ 4107 | 4001 ∥ 4007 | 4051 ∥ 4057 |
| 搭載機器 | CP                         | SIV         | VVVF,PT     |             | CP          |             | VVVF,PT     | SIV         | VVVF,PT     | CP          |
| 车辆重量 | 30.9t                      | 32.9t       | 33.0t       | 27.9t       | 28.6t       | 29.9t       | 32.7t       | 32.9t       | 33.0t       | 30.9t       |
| 定員     | 144                        | 153         | 153         | 153         | 153         | 153         | 153         | 153         | 153         | 144         |

### 第二批
|          | ←小田原方向新宿・綾瀬方向→ |          |          |          |          |          |          |          |          |          |
| 号車     | 1                          | 2        | 3        | 4        | 5        | 6        | 7        | 8        | 9        | 10       |
| 形式     | クハ4050                   | デハ4000 | デハ4000 | サハ4050 | サハ4050 | デハ4000 | デハ4000 | デハ4000 | デハ4000 | クハ4050 |
| 区分     | Tc2                        | M6       | M5       | T2       | T1       | M4       | M3       | M2       | M1       | Tc1      |
| 車両番号 | 4558 ∥                     | 4508 ∥   | 4408 ∥   | 4458 ∥   | 4358 ∥   | 4308 ∥   | 4208 ∥   | 4108 ∥   | 4008 ∥   | 4058 ∥   |
| 搭載機器 |                            | SIV,CP   | VVVF,PT  |          | CP       |          | VVVF,PT  | SIV,CP   | VVVF,PT  |          |
| 定員     | 144                        | 153      | 153      | 153      | 153      | 153      | 153      | 153      | 153      | 144      |